# Stelică Morcov
Stelian (Stelică) Morcov (ur. 1 listopada 1951 w Azudze) – rumuński zapaśnik stylu wolnego.
Na Igrzyskach Olimpijskich w Montrealu w 1976 zdobył brązowy medal w wadze lekkociężkiej (do 90 kg). Ma w swoim dorobku również brązowy medal mistrzostw Europy w tej samej wadze (Leningrad 1976). Na mistrzostwach świata w Mińsku w 1975 zajął piąte miejsce ̈(również w wadze lekkociężkiej). Do jego osiągnięć należy również złoty medal igrzysk bałkańskich w wadze ciężkiej (do 100 kg), który wywalczył w Gornej Orjachowicy w 1974 (startowali jedynie młodzieżowcy).